# Hans Delfosse
Hans Delfosse (* 31. März 1950 in Bonn) ist ein deutscher Maler und Grafiker.

## Leben und Werk
Hans Delfosse absolvierte nach der Volksschule zunächst eine handwerkliche Ausbildung. 1968 begann er das Studium der freien Grafik an den Kölner Werkschulen, ab 1971 Fachbereich Kunst und Design an der Fachhochschule Köln. Nach seiner Zeit als Meisterschüler bei Alfred Will wirkte er dort als Dozent für freie Grafik. Seit 1981 arbeitet er als freischaffender Maler, seit 1990 in seinem Atelier in Nümbrecht-Hömel.

## Ausstellungen
Einzelausstellungen:
- 1969 Junge Galerie Bonn
- 1978 Kunstverein Unna
- 1990 Kunstforum Gummersbach
- 1992 Kunstverein Siegen, „Kleine Bilder – Große Bilder“
- 2007 Museum für Bilderbuchkunst und Jugendbuchillustration – Troisdorf[1]
- 2011 Kunst- und Museumsbibliothek der Stadt Köln, „Leporellos“[2]
- 2022 Museum für Bilderbuchkunst und Jugendbuchillustration – Troisdorf

mit Jiří Nečas:
- 2008 Kulturforum Overath, Koordinatenzyklus „Kunstferne“
- 2010 Altes Rathaus Stadtoldendorf, „Graphische Notationen“
- 2011 Schloss Bevern, „Weserrenaissance“
- 2012 Buchhandlung & Galerie Böttger – Bonn, „Antwort folgt“

Gruppenausstellungen:
- 1971 Bonner Kunstverein
- 1972 „Grafik Coop Köln“
- 1974 Internationale Grafik Biennale – Frechen
- 1974 Deutscher Künstlerbund – Mainz
- 1994 Kunstsammlung Oberberg – Schloss Homburg, Nümbrecht[3]
- 1994 Werkstadt Bonn, „Künstlerdialoge“
- 1995 Werkstatt Morsbach – Morsbach, „30 Tage Werkstatt Morsbach“
- 1998 Kunstforum Gummersbach
- 2003 Galerie Schneider – Bonn
- 2003 Städtische Galerie Villa Zanders – Bergisch Gladbach
- 2006 Kunstsammlung der Sparkasse Siegen
- 2008 Kunstverein für den Rhein-Sieg-Kreis, Siegburg, „Landschaft“
- 2008 Kulturforum Overath
- 2010 Kunstverein für den Rhein-Sieg-Kreis – Siegburg
- 2013 Städtische Galerie Villa Zanders – Bergisch Gladbach, „20 jahre Artothek“
- 2013 Galerie Mönter – Meerbusch, mit Inge Schmidt, Norbert Prangenberg, Manfred Förster
- 2015 Städtische Galerie – Troisdorf,„Picollo“
- 2015 Städtische Galerie Villa Zanders – Bergisch Gladbach, „Eine Ausstellung der Artothek“

## Ehrungen
2008 erhielt Hans Delfosse den Kunstförderpreis der Stadt Overath, gemeinsam mit Jiří Nečas.
Im gleichen Jahr widmete ihm der Kölner Kameramann und Fotograf Manfred Förster eines seiner Künstlerbücher. Die Stadt Bonn ehrte Hans Delfosse mit der Vergabe der August-Macke-Medaille 2016.

## Ausstellungskataloge
- Hans Delfosse – Ritzzeichnungen, Collagen, Aquarelle, Museum Burg Wissem (Hrsg.), Troisdorf 2007
- Hans Delfosse – Malerei, Papierarbeiten, Leporellos, Museum Burg Wissem (Hrsg.), Troisdorf 2022